# Buckendorf
Buckendorf ist ein Gemeindeteil mit 111 Einwohnern. von Weismain im oberfränkischen Landkreis Lichtenfels im Norden des Freistaates Bayern.

## Geografische Lage
Buckendorf befindet sich auf 461 m ü. NN auf einer Hochebene, etwa 2,3 Kilometer vom südlichen Ende des Kleinziegenfelder Tals entfernt. Die Hochebene gehört ebenso wie das Tal zu den nördlichen Ausläufern des Frankenjuras im Naturpark Fränkische Schweiz - Frankenjura. Der Stadtkern von Weismain befindet sich rund neun Kilometer nördlich. Die Bundesautobahn 70, die in West-Ost-Richtung von Schweinfurt über Bamberg zur Bundesautobahn 9 verläuft, befindet sich unmittelbar nördlich des Dorfes.

## Geschichte

### Ortsgründung und Frühgeschichte

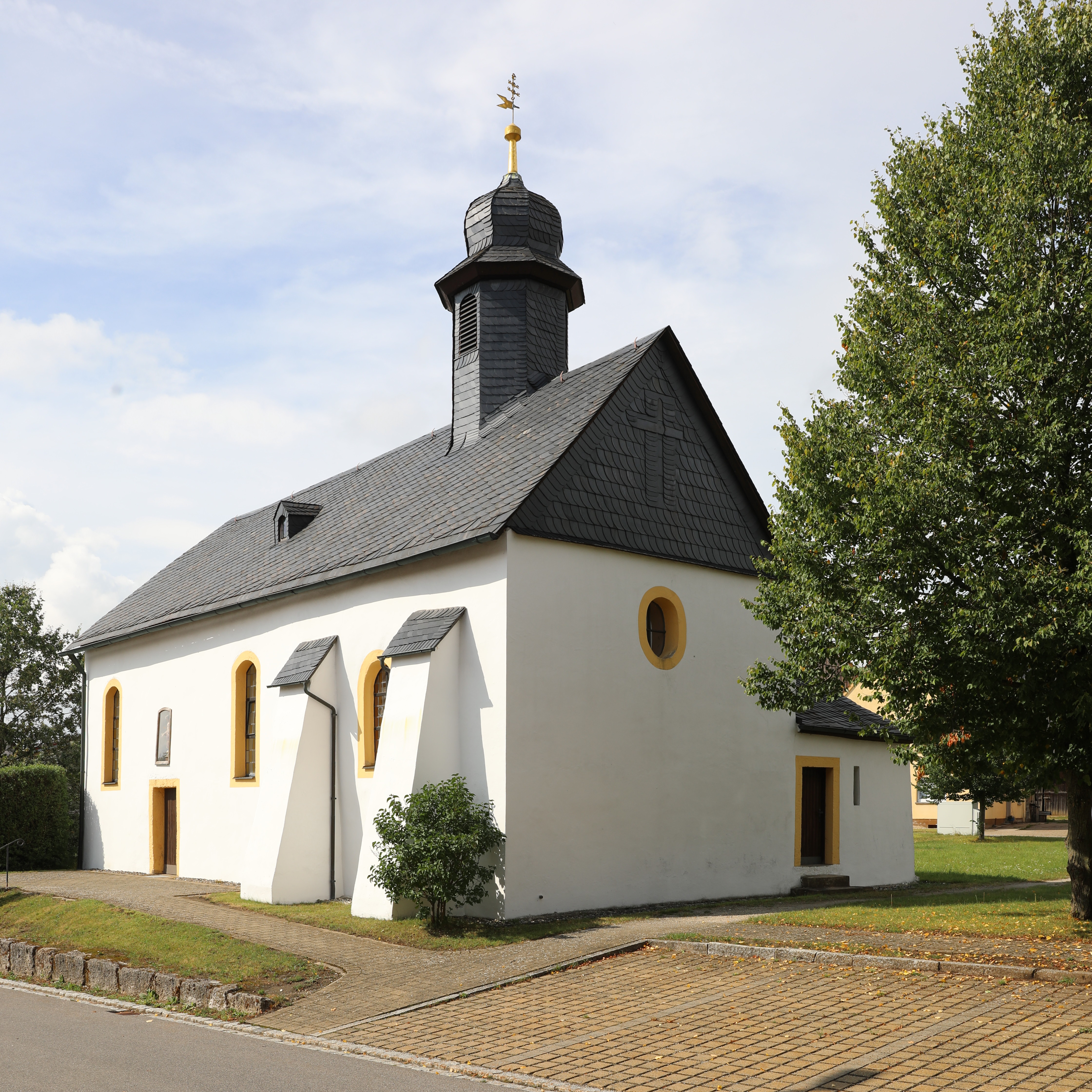
Katholische Kapelle St. Sebastian

Erstmals wurde Buckendorf in einer Urkunde des Hochstifts Bamberg am 6. August 1096 als „Buchendorf“ erwähnt. Darin ging es um einen Tausch des bischöflichen Gutes in Buckendorf mit „Arnold von Lancheim“. Die Gründung Buckendorfs fand vermutlich bereits einige Jahrhunderte früher statt, wobei aufgrund des Namens eine slawische Kleinstsiedlung in einem Buchenwald naheliegt.
In den Jahren 1300 und 1311 wurde der ortsansässige Ministeriale der Familie Förtsch von Thurnau, „Henrico de Buckendorff“, als Zeuge einer Güterübergabe in Langheimer Urkunden geführt. Heinrich von Buckendorff starb 1317 kinderlos, so dass sich eine eigene Adelslinie nicht ausbilden konnte. Im Jahr 1333 erwarb das Kloster Langheim ein halbes Lehen in „Burckendorff“ und behielt dieses bis Ende des 18. Jahrhunderts. Bauern hatten ihre Steuern an das Kloster zu entrichten.
Im Jahr 1362 wurde erstmals eine hölzerne Kapelle in Buckendorf erwähnt. Sie gehörte anfangs noch zur Pfarrei der St.-Martins-Kirche in Weichenwasserlos und gelangte 1451 in den Pfarrsprengel der neugegründeten Pfarrei in Stadelhofen. Die heutige Kapelle St. Sebastian entstand in mehreren Bauphasen. Der älteste Abschnitt ist der Chor aus dem Jahr 1491. Nach dem Dreißigjährigen Krieg wurde das Leonhards-Patrozinium in das des Heiligen Sebastians geändert, des Schutzheiligen gegen die Pest, die Buckendorf in den Kriegszeiten schwer getroffen hatte. In den folgenden Jahrhunderten fanden zahlreiche kleinere und größere Umbau- und Renovierungsmaßnahmen statt.

### Frühe Neuzeit
Im Zuge der Säkularisation wurde Buckendorf 1811 eine Gemeinde. Bereits 1818 verlor sie ihren Status wieder und wurde ein Teil der Gemeinde Weiden. Rund 30 Jahre später, am 18. Februar 1853, wurde Buckendorf erneut selbständig. Seit 1880 gehört Buckendorf zum Landkreis Lichtenfels, davor war es ein Teil des Landkreises Ebermannstadt. Die Freiwillige Feuerwehr wurde am 1. Mai 1883 gegründet.

### 20. Jahrhundert bis heute

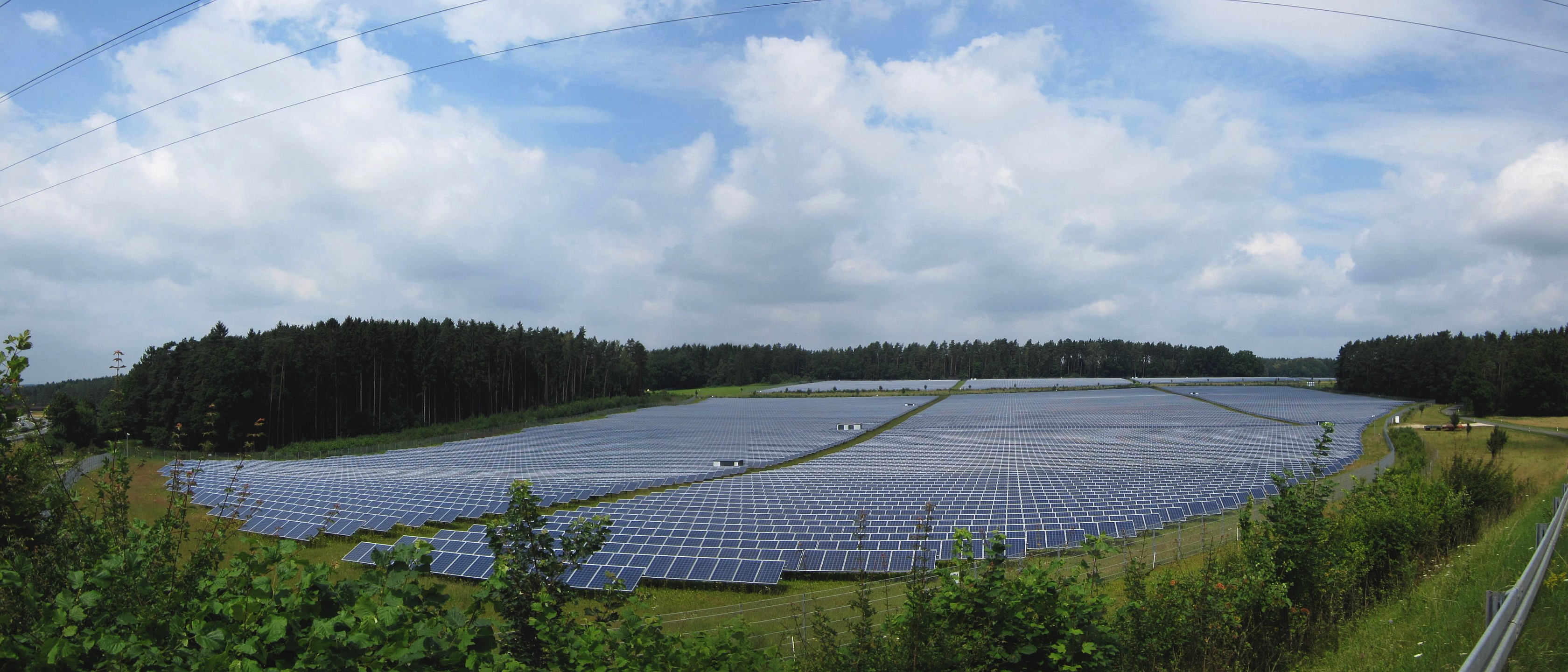
Solaranlage, Teil nördlich der A 70

Am 1. Januar 1978 wurde das Dorf nach Weismain eingemeindet. Im Sommer 2002 wurde die St.-Sebastians-Kapelle in Eigeninitiative der Dorfgemeinschaft generalsaniert und das Dach neu gedeckt.
Zwischen Buckendorf und Fesselsdorf wurde im Sommer 2011 ein Solarkraftwerk durch die Firma IBC Solar errichtet. Ein sechs Hektar großer Teilbereich des Bürgersolarparks Fesselsdorf-Buckendorf, der insgesamt 23 Hektar umfasst, befindet sich am nördlichen Ortsrand von Buckendorf bis zur A 70. Allein in diesem Bereich gibt es 6500 Solarmodule, die Strom für 3320 Häuser liefern können. In der Bevölkerung ist der Solarpark jedoch umstritten.

## Einwohnerentwicklung
Die Tabelle gibt die Einwohnerentwicklung von Buckendorf wieder.
| Jahr             | Einwohner | Quelle |
| ---------------- | --------- | ------ |
| 1818             | 123       | [ 4 ]  |
| 1820             | 117       | [ 7 ]  |
| 1. Dezember 1910 | 150       | [ 8 ]  |
| 1925             | 129       | [ 9 ]  |
| 1939             | 145       | [ 10 ] |
| 1950             | 159       | [ 3 ]  |
| 1961             | 132       | [ 11 ] |
| 1970             | 133       | [ 11 ] |
| 1987             | 128       | [ 12 ] |
| 2011             | 111       | [ 13 ] |
| 2012             | 110       | [ 14 ] |
| 2013             | 107       | [ 15 ] |
| 2015             | 111       | [ 16 ] |
| 2018             | 111       | [ 1 ]  |

## Vereine
- Freiwillige Feuerwehr Buckendorf